# 热讷夫勒耶
热讷夫勒耶（法語：Genevreuille，法語發音：[ʒənvʁœj]）是法国上索恩省的一个市镇，属于吕尔区。

## 地理
热讷夫勒耶（47°40'12"N, 6°22'40"E）面积6.42 平方千米，位于法国勃艮第-弗朗什-孔泰大區上索恩省，该省份为法国东部内陆省份，北起顺时针与孚日省、贝尔福地区省、杜省、汝拉省、科多尔省和上马恩省接壤。
与热讷夫勒耶接壤的市镇（或旧市镇、城区）包括：阿德朗和勒瓦勒德比泰讷、拉克勒兹、莫朗、波穆瓦。
热讷夫勒耶的时区为UTC+01:00、UTC+02:00（夏令时）。

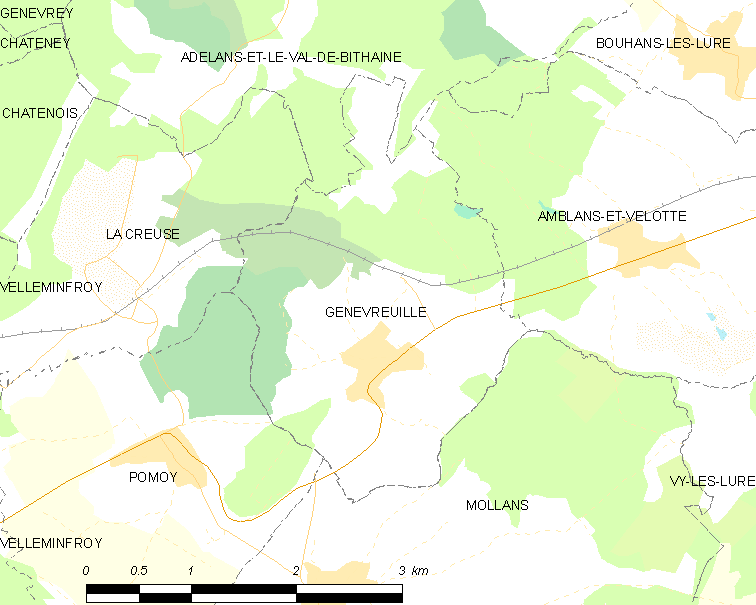
热讷夫勒耶的OSM定位图

## 行政
热讷夫勒耶的邮政编码为70240，INSEE市镇编码为70262。

## 政治
热讷夫勒耶所属的省级选区为吕尔第二县。

## 人口

1962-2008年间热讷夫勒耶人口变化图示

热讷夫勒耶于2022年1月1日时的人口数量为151人。